# 김시승
김시승(金時昇, 1947년 ~ 2013년 9월 13일)은 부산지방법원에서 법원장을 역임한 법조인이다.
동기 : 곽동효 전특허법원장,김동건 법무법인 바른 대표

## 생애
김시승은 고시공부를 위해 가야산 보현암에서 지냈다. 사법시험에 합격해 부장판사 등을 하다가 부산지방법원에서의 법원장을 마지막으로 법관에서 물러났다.
2001년 2월 23일에 동아대학교 대학원에서 "환경권과 그 침해에 대한법리적연구"라는 주제의 논문으로 법학박사 학위를 받았던 김시승은 변호사를 하면서 2005년 2월 21일 동아대학교 교수에 영입되었다.
살아 생전에 부산에 초원복국과 헛제삿밥을 즐겨먹었다. 단것을 즐겨먹었으며 제일 좋아하는 과일은 홍시였다. 밤에 산책하는 것을 즐겨하였으며 등산도 즐겨하였다.
평소 검소한 생활을 하여 타의 모범이 되었으며 특히 자녀교육에 엄격하여 자녀 학벌과 군문제에 비리가 전혀 없다. 본인도 육군 법무관출신이며 베트남 참전 국가유공자이기도 하다.

## 주요 판결
- 부산지방법원 울산지원 만사합의3부 재판장으로 재직하던 1991년 10월 8일에 양산군이 전 부군수와 전 재무과장을 상대로 제기한 불법 불하 공유지에 대한 소유권 이전등기 말소 청구소송에서 "피고가 형사상 유죄판결을 받았다고 하더라도 불하받은 재산을 환수할 수 있는 민사상 법적 근거가 없고 양산군의 자치조례에도 명시된 규정이 없어 이들의 소유권을 인정하지 않을 수 없다"며 "양산군은 피고에게 불하한 양산읍 산막리 86 일대 군유림 34727제곱미터의 소유권을 인정하라"며 원고패소 판결했다.[3]
- 부산고등법원 제2특별부 재판장으로 재직하던 1997년 4월 17일에 버스 운전사가 경남지방경찰청을 상대로 제기한 자동차 운전면허 취소처분 취소 청구소송에서 "음주운전으로 적발된 버스와 택시 운전사에 대한 택시면허 취소 처분이 그들 가족의 생계를 위협하게 된다면 재량권을 넘어 부당하다"는 이유로 "면허취소는 부당하다"고 했다.[4]